# Järnåldern
Järnåldern är, enligt Thomsens treperiodsystem, den tidsepok i Gamla världens förhistoria som inleds när människan lär sig utvinna och bearbeta metallen järn. Inom arkeologin anses järnåldern vara den period då användningen av järn är framträdande i produktionen av vapen och verktyg i ett samhälle. Järnåldern började vid olika tidpunkter i Mellanöstern, Egypten, Afrika, Kina och Europa. I Mellanöstern, går järnutvinningen betydligt längre tillbaka i tiden. Järnålderns människor tillverkade sina verktyg och vapen av järn istället för av brons. Så småningom övergick de till stål. Smycken, spännen och liknande tillverkades däremot oftast i brons. Järnåldern upphör då den historiska tiden börjar, alltså med skrivna källor. Årtalen för när detta skedde är olika på olika platser. 
I Nordeuropa (Skandinavien) avslutas järnåldern traditionellt med vikingatiden, varefter medeltiden inleds med kristendomens införande runt 1050 e.Kr., när kristendomen fått en dominerande ställning och de inhemska skriftliga källorna börjar bli bättre. Innan kristendomen rådde en polyteistisk religion, idag ofta refererad till som asatro. Skiftet från yngre järnålder till medeltid gällande Skandinavien kan inte tidsbestämmas till ett visst årtal. Ur ett flertal aspekter, sekulära och religiösa, överlever element av den yngre järnålderns vikingatid till exempel Sverige en god bit in på 1100-talet. 
Den tidiga perioden då de första järnverktygen tillverkades i lite större skala börjar omkring 1500 f.Kr. Järnet ledde till anpassningar av samhället, den materiella förändrar arbetsorganisation, introducerar nya jordbruksmetoder, förändrar religiösa övertygelser och konstnärliga stilar. Järnåldern som arkeologisk term beskriver också dessa förändringar i förhållandet mellan civilisation och kultur för ett folk som använde järn till verktyg och vapen. 
Begreppet järnålder ger dåliga kronologiska upplysningar eftersom inte alla delar av världen kan passas in i treperiodsystemet. Till exempel finns det områden, som öar i Stilla havet, det inre av Afrika och delar av Nord- och Sydamerika där folk och civilisationer har gått direkt från att använda sten som material för verktyg till järn utan att ha använt brons. I Kina finns ingen järnålder eftersom det då redan fanns skriftspråk och skriven historia.
Järnåldern beskrivs arkeologiskt av de former av redskap och verktyg, vapen, personliga dekorationer och keramik, men också av olika system för dekorativ utformning som i skilde sig från bronsålderns system. Smedernas hamrade järnet till lämpliga former, och arbetsprocessen var väsensskild  från föregångarna som tillverkade verktyg och föremål i brons genom att gjuta i formar. Järnverktygens dekorationen förändrades. Under bronsåldern  bestod utsmyckningen huvudsakligen av en upprepning av regelbundna mönster. De ersattes med nya system av krökta och flödande mönster. 

## Inledningen av järnåldern

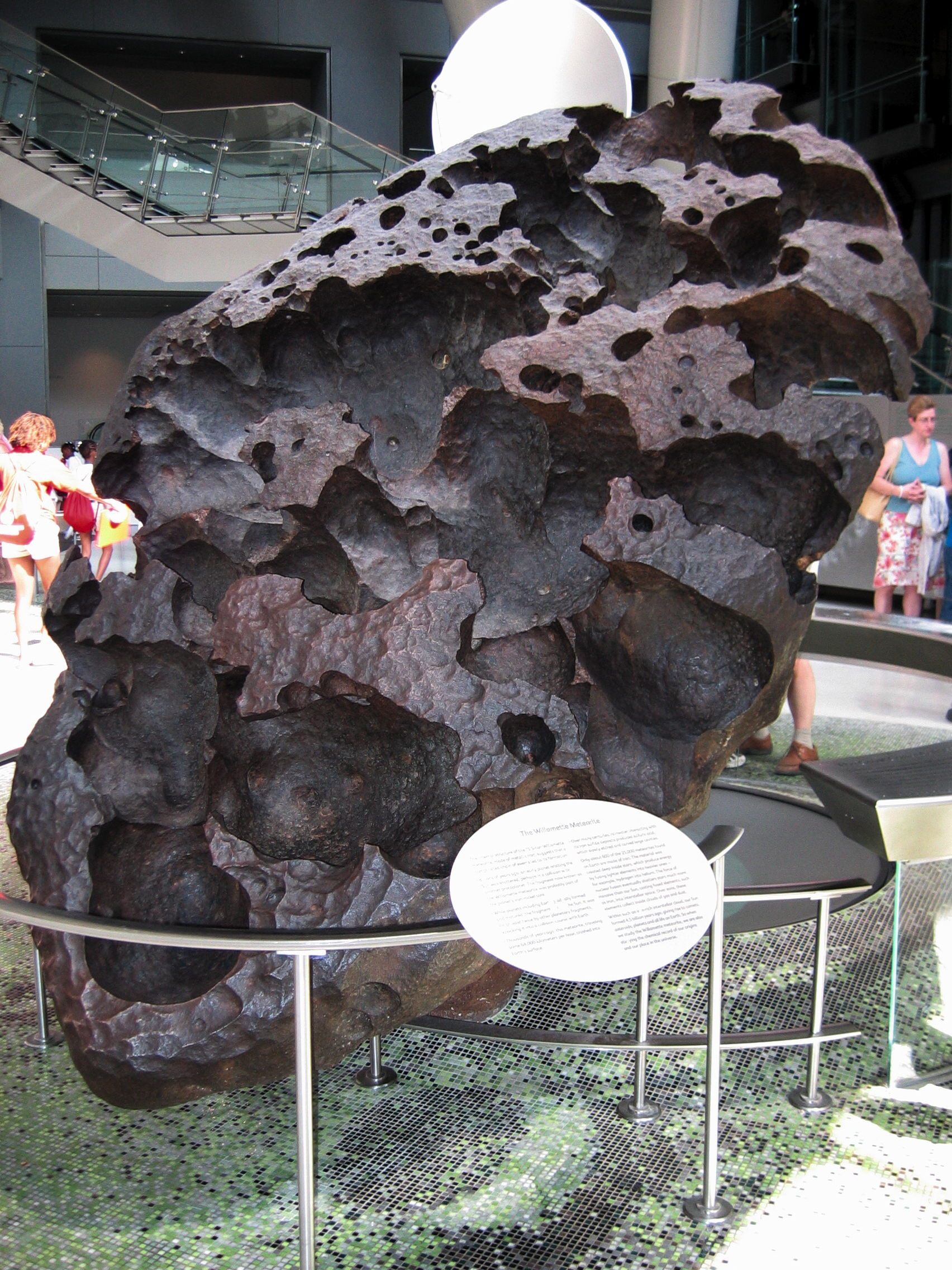
Willamettemeteoriten är den sjätte största i världen. Det är en järnmeteorit.

Gruvdrift i antikens Mellersta Östern och Västasien. Färgekoder: Arsenik är brunt, koppar är rött, Tenn är grått, järn i rödbrunt, guld är gult, silver är vitt och bly är svart. Området markerar i gult står for arsenikbrons medan området markerat i grått står för brons.

Järn från meteoriter, en järn-nickellegering, användes i forntiden av olika folk tusentals år före järnåldern. De äldsta kända föremålen av meteoritjärn  är nio små pärlor daterade till 3200 f.Kr. De hittades vid undersökningar av begravningar i Gerzeh i Nedre Egypten. De hade formats genom hamring.
Järnåldern börjar först då massproduktion av verktyg och vapen tillverkas inte bara av hittat järn, utan av smältor där stållegeringar med kol är råvaran. Endast med kolstål som produkt av järnmetallurgi kan man producera verktyg eller vapen som är hårdare och lättare än brons.
Arkeologin har identifierat början av järnproduktion i större skala i Anatolien någon gång runt 1200 f. Kr., även om vissa arkeologiska fynd antyder ett tidigare datum. Järn var en gång runt 3000 f. Kr. en sällsynt och dyr metall i Främre Orienten. Järnets egenskaper jämfört med brons var inte kända vid denna tid. Utvecklingen kan ha samband med den s.k. sena bronsålderskollapsen, som inträffade vid denna tid. Oroligheter och störningar i handeln med brons kan ha gett järnet ett uppsving.
Mellan 1200 f. Kr. och 1000 f. Kr. ökar förståelsen för järnmetallurgi och utnyttjandet av järnföremål spred sig snabbt och brett i samhället. I ferrometallurgins historia är järnsmältning – utvinning av användbar metall från oxiderad järnmalm – en mycket svårare process än smältning av tenn och koppar. Bearbetning av järn sker genom processer för smältning med träkol, ny bearbetning med uppvärmning och hamring. Av en slump kan de tidigaste metallarbetarna ha upptäckt att stål bildades genom att järnet absorberade träkol (kol) på metallens yta under denna process. Medan koppar och tenn och deras legeringar (blandningar) kan kallbearbetas eller smältas i relativt enkla ugnar t.ex. ugnar som används för keramik och sedan gjutas i formar. Smältning av järn kräver intensiv värmebehandling med tillförsel av syre genom bälgar och kan endast smältas i specialbyggda ugnar. Det är inte förvånande att människan behärskade tekniken för smält järn först efter flera tusen år av bronsmetallurgi.
Smält järn förekommer i små mängder och sporadiskt redan under mellersta bronsåldern. Järn är en vanlig metall i jordlager och bergarter men det krävs temperaturer över 1 250 °C  för att smälta järn. Detta kunde man inte uppnå med den teknik som var tillgänglig ända fram till de sista århundradena av andra årtusendet f.Kr. Komponenterna i brons – tenn med en smältpunkt på 232 °C och koppar med en smältpunkt på 1 085 °C  – kunde smältas i neolitiska ugnar. Dessa dateras tillbaka till 6000 f.Kr. och de kunde producera temperaturer över 900 °C.
Järn i sin naturliga form är inte så hårt, men hårdare än brons. Järn var inte användbart för verktyg om det inte kombinerades med kol för att producera kolstål. Procentandelen kol bestämmer de viktiga egenskaperna hos slutprodukten: ju lägre kolhalt, desto mjukare är produkten. Ju högre innehåll av kol, desto hårdare är produkten men samtidigt skörare. Systematisk produktion och användning av järnverktyg började i Anatolien någon gång runt 2000 f. Kr. 
Förutom speciella ugnar krävde den forntida framställningen av järn flera komplexa procedurer för att avlägsna föroreningar ur smältan, reglera inblandningen av kol. Uppfinningen av varmbearbetning (att hamra glödgat järn) var nödvändig för en balans mellan hårdhet och styrka i stålet. Hur mycket järn som har använts har bestämts av ekonomin i de metallurgiska metoderna.

## Kronologi

### Tidigaste bevis
|  |

Det tidigaste fynden för tillverkning av järn  är ett litet antal järnfragment med lämpliga mängder kolinblandning som finns i de proto-hettitiska lagren vid Kaman-Kalehöyük i dagens Turkiet, daterade till 2200–2000 f.Kr. Akanuma drar slutsatsen att "Kombinationen av koldatering, arkeologiskt sammanhang och arkeometallurgisk undersökning indikerar att det är troligt att användningen av järnvaror tillverkade av stål redan hade börjat under det tredje årtusendet f.Kr. i centrala Anatolien". Souckova-Siegolová visar att järnredskap tillverkades i centrala Anatolien i mycket begränsade mängder omkring 1800 f.Kr. och användes allmänt av områdets eliter, men inte av vanligt folk, under det nya hettitiska imperiet (≈1400–1200 f.Kr.).
Vanligtvis utgår man från att järnåldern började först i antikens främre Orienten, antikens Indien under post-rigvediska och vedisk tid, och i antikens Grekland och akemenidiska riket i Iran. Nyligen genomförda arkeologiska undersökningar i Gangesdalen i Indien har påträffat lämningar av bearbetat järn som har daterats till 1800 f.Kr. Tewari drar slutsatsen att "kunskap om järnsmältning och tillverkning av järnartefakter var välkänd i östra Vindhyas och järn hade använts på Central Gangesslätten, åtminstone från det tidiga andra årtusendet f.Kr."  Denna metall var dock kostsam, kanske på grund av de tekniska processer som krävdes för att tillverka stål, den mest användbara järnprodukten. Det har dokumenterats både i dokument och i arkeologiska sammanhang som ett ämne som används i värdefulla föremål som smycken. Under mellersta bronsåldern ökade förekomsten av järnföremål i Mellanöstern, Sydostasien och Sydasien. Smält järn kan skiljas från meteoriskt järn genom bristen på nickel i produkten.
Afrikanska platser avslöjar datum så tidigt som 2000–1200 f.Kr. Men senare studier daterar början av järnmetallurgi i Afrika så tidigt som mellan 3000 och 2500 f.Kr. Bevis finns för tidig järnmetallurgi i delar av Nigeria, Kamerun och Centralafrika, från runt 2 000 f.Kr. Nok-kulturen i Nigeria kan ha praktiserat järnsmältning från så tidigt som 1000 f.Kr., medan närliggande Djenné-Djenno-kulturen i Nigerdalen i Mali började med järnproduktion från ca. 250 f.Kr. Över stora delar av Afrika söder om Sahara har järnteknologin ett afrikanskt ursprung som har rötter till tiden före 2000 f.Kr. Fynd tyder på en oberoende uppfinningen av järnsmältning i Afrika söder om Sahara. Användandet av järn genom smältning i ugnar och för att framställa verktyg hade uppkommit i Västafrika före 1200-talet f.Kr. Det var en av de första platserna för järnålderns början. Det är osäkert om införandet av järn i Afrika var resultatet av en inhemsk upptäckt eller av tekniköverföring norrifrån.

### Folkomflyttningar
Mycket lite är känt om de migrationer som inträffade under perioden 1100-800 f.kr, men det är uppenbart att betydande förflyttningar av olika befolkningar ägde rum. Den doriska invasionen eller invandringen till det antika Grekland äger rum under Greklands mörka tid och vi saknar goda källor. Grupper från Anatolien och det iranska höglandet invaderade det elamitiska rikets område. Urartu, ett rike i det armeniska höglandet i östra Anatolien, ersattes av armenier, och kimmerier migrerade från Kaukasus till Anatolien. En förbindelse mellan kimmerier och thraker länkar dessa befolkningsrörelser med den forntida keltiska världen i Centraleuropa. Kontakterna ledde till introduktionen av järn till Europa och den senare keltiska expansionen i Västeuropa och till de brittiska öarna omkring 500 f.kr.

### Början och slutet av järnåldern

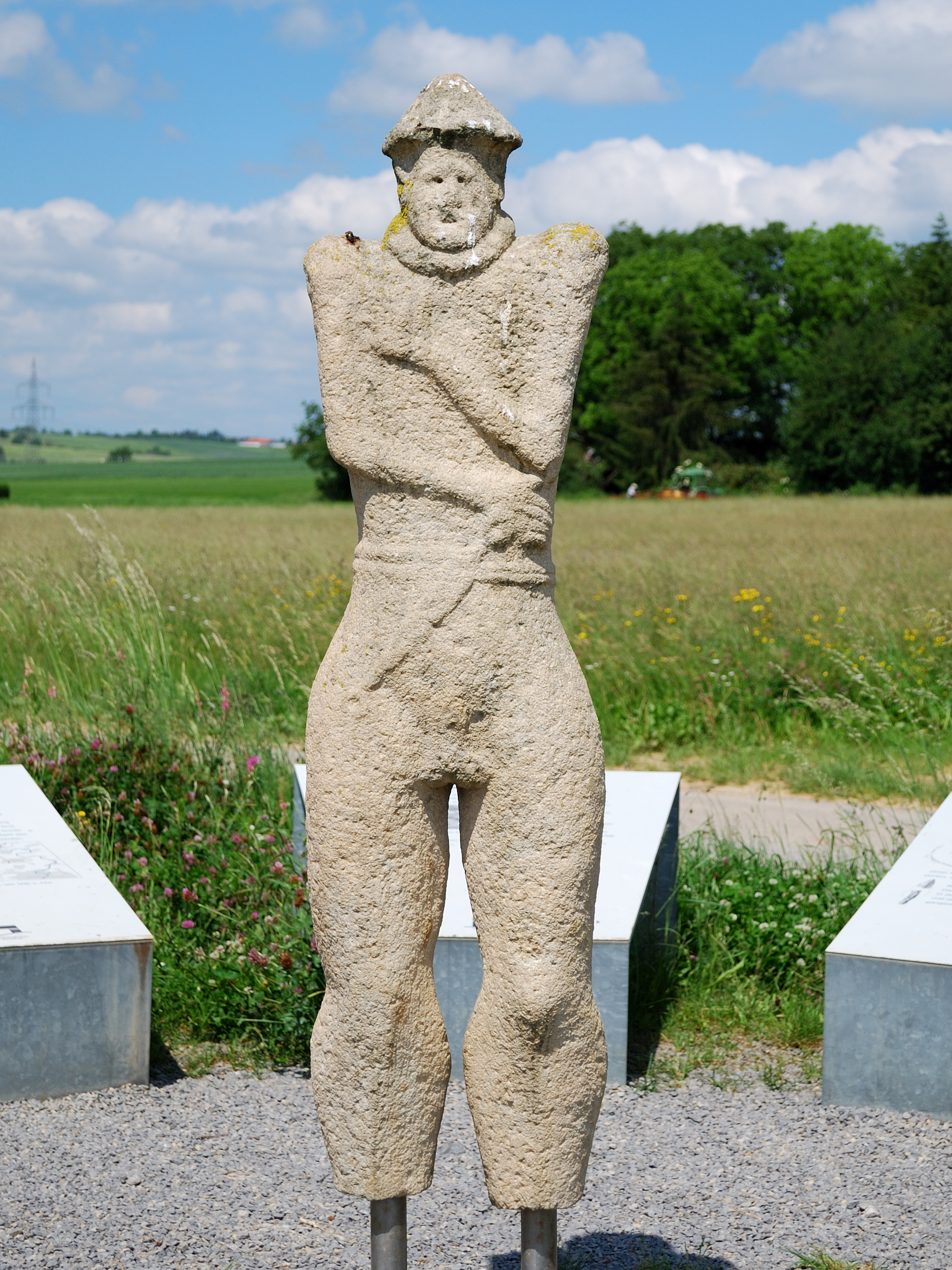
Kopia av Warrior of Hirschlanden (Tyska: Krieger von Hirschlanden),en nakenstaty av en fallisk krigare gjord av sandsten, den äldsta kända antropomorfa statyn i naturlig storlek från järnåldern norr om Alperna.

Moderna arkeologiska undersökningar förlägger starten på en storskalig global järnproduktion till omkring 1200 f.Kr. Årtalet markerar slutet på bronsåldern. Järnålderns början i Europa anses ofta vara en del av bronsålderns kollaps i antikens Främre Orienten. 
Anthony Snodgrass menade att brist på tenn och handelsstörningar runt Medelhavet omkring 1300 f.Kr. tvingade metallarbetare att söka efter ett alternativ till brons. Många redskap av brons omsmältes till vapen under denna tiden. En mer utbredd användning av järn resulterade snart  i en förbättrad tillverkningsteknik av kolstål till lägre kostnader. När tenn blev lättillgängligt igen var järn redan billigare, starkare och lättare, och smidda järnredskap ersatte gjutna verktyg av brons.
Nyare arkeologisk forskning har förändrat denna kronologi, och också ändrat synen på orsakerna till övergången från brons till järn. Nya dateringar från Indien tyder på att man har bearbetat järn här, och så tidigt som 1800 f. Kr. Afrikanska platser visar dateringar så tidigt som 1200 f.Kr. eller ännu tidigare.  Det omintetgör idén att det var en enkel upptäckt och med en påföljande spridning av kunskapen. Järnåldern i Europa ses fortsatt som en del av bronsålderns kollaps i Mellanöstern och Främre Orienten. Kollapsen påverkade också det forntida Indien (den vediska civilisationen), det forntida Iran och det antika Grekland med de mörka århundradena i Grekland som en följd.
I Centraleuropa och Västeuropa varade järnåldern från omkring 800 f.Kr. till omkring år 700-800. I norra Europa började den förromerska järnåldern tidigast 600 f.Kr., och nådde norra Skandinavien senast 500 f.Kr.
Järnåldern i antikens Östra Medelhavsområde anses börja cirka 1200 f.Kr. med bronsålderskollapsen och varade till cirka 550 f.Kr. (eller 539 f.Kr.), då börjar historieskrivning med Herodotos, vilket markerar slutet på den protohistoriska perioden. 
Skriftspråk utvecklades I Kina före järnet vilket betyder att det ingen förhistorisk period järnålder finns, som kännetecknas av järnbearbetning. Bronsåldern i Kina övergår nästan direkt till Qin-dynastin i det kejserliga Kina. Järnålder används ibland för övergångsperioden i Kina ca. 900 f.Kr. till 100 f.Kr. under vilka järnmetallurgi var närvarande även om den inte var dominerande.

Järnpelaren i Delhi i Indien är ett exempel på järnutvinning och produktionsmetoder i Indien. Järnpelaren har motstått korrosion under 1600 år.

## Järnålder i Mellersta östern
Järnåldern under antiken i Mellersta Östern började efter upptäckten av järnsmältning i ugnar och sedan utvecklingen av smidesteknik i Anatolien, Kaukasus eller sydöstra Europa under senare delen av andra årtusendet f.Kr. omkring 1300 f.Kr. Den tidigaste primitiva smältningen av järn hittades i Tell Hammeh, Jordanien omkring 930 f.Kr. (C-14 datering).
Järnåldern i Främre Orienten och Kaukasusområdet är uppdelad i två underavdelningar, Järn I och Järn II. Den tidiga perioden, Järn I (1200-1000 f.kr.) visar både kontinuitet och diskontinuitet med den tidigare sena bronsåldern. Ingen definitiv kulturell brytning har bevisats mellan 1200- och 1100-talen f. Kr. i hela regionen, även om vissa nya inslag finns i de högre belägna länderna. I Transjordanien och i kustområdena antyds en förändring i framträdandet av araméerna och olika grupper av så kallade havsfolk. Det finns dock enstaka tecken som visar på en stark kontinuitet med bronsålderskulturen. Senare rör sig kulturen Järn I mer markant bort från bronskulturen från slutet av andra årtusendet f. Kr. Tidig järn II-fasen dateras från tionde till nionde århundradena f. Kr. Många av den yngre bronsålderns kulturella och materiella traditioner fortsatte in i den äldre järnåldern. Det finns en kulturell kontinuitet under denna övergångsperiod. I Iran tillverkades de äldsta järnartefakterna under 900-talet f.Kr. I Iran är den bäst studerade arkeologiska platsen under denna tidsperiod Tepe Hasanlu.

## Västasien
I de mesopotamiska delstaterna Sumer, Akkad och Assyrien går användningen av järn att spåra långt tillbaka, ända till kanske 3000 f.Kr. En av de tidigaste kända artefakterna av smält järn är en dolk med ett blad av järn som hittades i en Hattisk-grav i Anatolien från 2500 f.Kr. Den utbredda användningen av vapen tillverkade av järn, som ersatte vapen av brons, utvecklades snabbt över hela Mellanöstern, Nordafrika, sydvästra Asien i början av det första årtusendet f.Kr.
Utvecklingen av järnteknologin tillskrevs tidigare ofta hettiterna i Anatolien under den sena bronsåldern. Under sen bronsålder - tidig järnålder, med bronsålderns kollaps spreds långsamt men kontinuerligt tekniken att bearbeta järn i hela regionen. Uppfattningen att det hettitiska imperiets framgångar under den sena bronsåldern byggde på fördelar som deras monopol på järnbearbetningde gav dem levde kvar länge. Därefter skulle de invaderande sjöfolken ha spritt kunskapen om järntillverkning över hela regionen. Idén om ett sådant monopol har undersökts mer ingående senare. Uppfattningen representerar inte längre en vetenskaplig konsensus. Det finns några tidiga järnföremål från bronsålderns Anatolien, men antalet är jämförbart med järnföremål från Egypten och andra platser under samma tidsperiod. Endast ett litet antal av dessa föremål var vapen.

## Egypten
Huvudartikel: Egyptens tredje mellanperiod
Järnmetall är synnerligen ovanlig i samlingar av egyptiska antikviteter. Brons förblev det primära materialet fram till erövringen av det nyassyriska riket 671 f.Kr. Förklaringen till detta kan vara att relikerna mest kommer från gravar, begravningskärl och vaser. Järn betraktades som en oren metall av de gamla egyptierna och användes aldrig i deras tillverkning av gravkärl eller för religiös syften. Metallen tillskrevs Seth, ondskans gud som enligt egyptisk tradition styrde Afrikas centrala öknar. I den svarta pyramiden i Abusir, som daterades före 2000 f.Kr., hittade Gaston Maspero några bitar av järn. I begravningstexten till Pepi I nämns också metallen. Ett svärd som bär namnet farao Merneptah samt en stridsyxa med ett järnblad och bronsskaft med dekorationer i guld hittades vid utgrävningen av Ugarit. En dolk med ett järnblad som hittades i Tutankhamons grav, från 1200-talet f.Kr., undersöktes nyligen och visade sig vara av meteoriskt ursprung.

## Europa

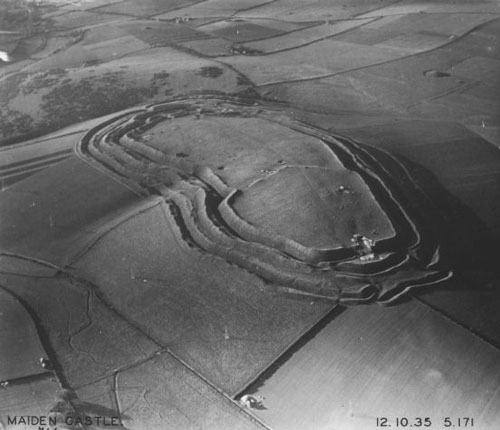
Maiden Castle, Dorset, England. Mer än 2 000 bergsborgar från järnåldern är kända i Storbritannien.

I Europa utgör järnåldern den avslutande perioden av den förhistoriska tiden i Europa. Perioden är den första protohistoriska perioden, vilket till en början betyder beskrivningar av området av grekiska och romerska författare. För stora delar av Europa fick perioden ett plötsligt slut efter romarnas erövring, även om järnbearbetning förblev den dominerande tekniken även under senare historisk tid. I andra delar av Europa pågår järnåldern fram till de tidiga århundradena e.Kr., och kan avslutas antingen av kristnandet eller av nya erövringar under folkvandringstiden.
Järnbearbetning introducerades till Europa under slutet av 1000-talet f.Kr., troligen från Kaukasus, och tekniken spred sig långsamt norrut och västerut under de efterföljande 500 åren. Järnåldern började inte när järnet först dök upp i Europa, utan den började när järnet ersatte brons vid tillverkningen av verktyg och vapen. Detta hände inte samtidigt i hela Europa. Lokala kulturer och förutsättningar spelade en stor roll i övergången till järnålder. Järnåldern i det förhistoriska Irland börjar omkring 500 f.Kr. Då hade den grekiska järnåldern redan slutat och övergått i historisk tid. På Irland slutar järnåldern omkring 400 e. Kr. med kristnandet av landet. Den utbredda användningen av järnteknologin implementerades i Europa samtidigt med Asien. Den förhistoriska järnåldern i Centraleuropa delas traditionell i två perioder Hallstatt och La Tène. Arkeologiskt delas den materiella kulturen av Hallstatt och La Tène i fyra olika faser (A, B, C, D).